# Carrie Bradshaw
Caroline Marie “Carrie” Bradshaw (10 d'octubre de 1968) és la protagonista de la franquícia de HBO Sex and the City, i va ser interpretada en televisió i cinema per Sarah Jessica Parker. És un personatge semi-autobiogràfic creat per Candace Bushnell, el llibre de la qual (Sex and the City) va ser adaptat a sèrie de televisió. Carrie és una columnista de Nova York i una experta en moda; la seua columna setmanal, "Sex and the City", proveeix la narració de cada capítol. En la sèrie preqüela de CW The Carrie Diaries, Carrie va ser interpretada per AnnaSophia Robb.
Quan la sèrie es va estrenar, els crítics van lloar el personatge com un exemple positiu d'una dona independent en la línia de Mary Tyler Moore. No obstant, l'anàlisi en retrospectiva tendeix a posar més èmfasi en les repetides i sovint poc sentides infidelitats del personatge, amb molts crítics veient-la com una narcisista.